# 巢鵬飛
巢鵬飛（Chao Pengfei，1987年7月11日—），出生於中國大連，香港職業足球員，司職前鋒，曾經入選中國國家青年足球隊，於2005年以國援身份參加香港甲組足球聯賽，後來曾經入選香港足球代表隊。現時自由身。

## 球員生涯
巢鵬飛出身於中國超級足球聯賽球會大連實德青年軍，曾經入選中國國家青年足球隊。2005年，巢鵬飛以借將身份來港，加盟香港甲組足球聯賽球隊公民。2007年，巢鵬飛轉會加盟愉園。2009年夏天，因愉園放棄絕大部分原有球員，改組「青春班」，巢鵬飛遂「上山」加盟南華。由於在南華效力一季，大部分時間都屈居後備，巢鵬飛表示希望有較多的上陣機會，故加盟另一支香港甲組足球聯賽球隊晨曦。2011年夏天，巢鵬飛轉投流浪。2011年冬季，傑志為增加兵源調動應付聯賽及2011年亞協盃，向流浪借用巢鵬飛至季尾。2012-13年度球季，巢鵬飛轉投屯門。2013年，巢鵬飛重返愉園，至2014年1月7日因涉嫌打假波遭廉政公署拘捕。之後，巢鵬飛轉投另一甲組球會流浪。2014-15年度，巢鵬飛效力澳門業餘球會球會的士之友。

## 國際賽生涯
2008年11月，巢鵬飛首次入選香港足球代表隊。2009年1月1日，舉行的省港盃足球賽，巢鵬飛首次代表香港隊上陣。2009年1月14日，香港場對印度的熱身賽，則是巢鵬飛首場正式國際賽。2009年8月27日，在高雄舉行的2010年東亞足球錦標賽預賽，最後一輪對關島的比賽，首次取得國際賽入球便個人連中三元，巢鵬飛協助香港大勝12—0，成為出線功臣之一。2009年，巢鵬飛入選香港U23參加在香港舉行的東亞運動會足球比賽，全部4場賽事均獲派正選上陣，是香港歷史性奪得國際綜合運動會金牌的功臣之一。

## 代表隊榮譽
- 2009年東亞運動會足球項目金牌

## 外部連結
- 香港足球總會網頁球員資料 （页面存档备份，存于）